# Амадуни, Гарабед
Гарабед Амадуни (арм. Կարապետ Ամատունի; фр. Garabed Amadouni; 16 февраля 1900 года, Анкара — 14 января 1984 года) — епископ Армянской католической церкви. Апостольский экзарх во Франции (1960—1971 гг.), титулярный епископ Аматуса на Кипре (1960—1984 гг.).

## Биография
8 декабря 1925 года рукоположён в священники. 22 июля 1960 года назначен апостольским экзархом во Франции и титулярным епископом Аматуса на Кипре. 18 декабря 1960 года состоялась его епископская ординация. Первым консекратором был кардинал Григорий-Пётр XV Агаджанян, Патриарх—католикос Дома Киликийского армян-католиков, а первыми соконсекраторами были архиепископы Крикор Хиндие и Серафим Улугян. Состоял председателем экуменической комиссии патриархата.
В 1962—1965 годах участвовал во всех 4 сессиях Второго Ватиканского собора с полномочиями отца Собора.
С 15 марта 1971 года вышел в отставку с поста апостольского экзарха.

## Труды
- Monseigneur Garabed Amadouni. L'Eglise Arménienne et la Catholicité. — Venise (Italie): TLA, 1978. — 93 p.
- Monseigneur Garabed Amadouni. La Divine liturgie du rite arménien : la grand-messe et la messe basse. — Saint-Lazare: Imprimerie arménienne, 1957. — 144 p.